# Шапе
Шапе (фр. Chapet) насеље је и општина у Француској у региону Париски регион, у департману Ивлен која припада префектури Мант ла Жоли.
По подацима из 2011. године у општини је живело 1195 становника, а густина насељености је износила 234,31 становника/km². Општина се простире на површини од 5,10 km². Налази се на средњој надморској висини од 59 метара (максималној 121 m, а минималној 29 m).

## Демографија
| 1962. | 1968. | 1975. | 1982. | 1990. | 1999. | 2011. |
| ----- | ----- | ----- | ----- | ----- | ----- | ----- |
| 483   | 567   | 769   | 973   | 1.103 | 1.124 | 1.195 |

График промене броја становника у току последњих година